# Milford (Pensilvania)
Milford es un borough ubicado en el condado de Pike en el estado estadounidense de Pensilvania. En el año 2000 tenía una población de 1.104 habitantes y una densidad poblacional de 895 personas por km².

## Geografía
Milford se encuentra ubicado en las coordenadas 41°19′27″N 74°48′10″O / 41.32417, -74.80278.

## Demografía
Según la Oficina del Censo en 2000 los ingresos medios por hogar en la localidad eran de $33,571 y los ingresos medios por familia eran $46,136. Los hombres tenían unos ingresos medios de $40,500 frente a los $28,333 para las mujeres. La renta per cápita para la localidad era de $21,011. Alrededor del 9.1% de la población estaba por debajo del umbral de pobreza.